# MEAU
Meau Hewitt (Blaricum, 10 mei 2000) is een Nederlandse singer-songwriter die optreedt onder de naam MEAU.

## Levensloop
Meau Hewitt groeide op in Weesp en doorliep het Vechtstede College. Als kind volgde ze vanaf haar vijfde zang- en pianolessen en heeft ze drie jaar meegezongen met het koor van Kinderen voor Kinderen (2008-2011). Ze zong er solo's in de nummers Snoepje (2010) en Jongensmeid (over een meisje dat jongensachtig is; 2011). De jaren daarna mocht ze als lid van het (achtergrond-)koor van Babette Labeij optredens doen bij onder andere The Passion, All You Need Is Love en de finales van The voice of Holland.
Na de middelbare school heeft ze de vooropleiding van de popafdeling van het Conservatorium van Amsterdam gevolgd. Deze periode is ze zich gaan focussen op het schrijven van Nederlandstalige teksten, geïnspireerd door artiesten als Eefje de Visser en Spinvis. In Utrecht rondde zij in 2021 de pop/rock-opleiding van de Herman Brood Academie af. In juni 2021 kwam haar debuut-ep Kalmte uit.

## Carrière
Haar eerste lied Kalmte kwam op 4 september 2020 uit. Hewitt belde naar 3FM met de vraag of het mogelijk was om haar single zelf te pluggen, zonder de hulp van een professionele plugger. Op dat moment had ze echter niet in de gaten dat ze live op de radio was in de lunchshow van Timur Perlin. Mede dankzij deze spontane actie gunde 3FM haar regelmatige airplay en werd ze bekend bij een groter radiopubliek. Perlin beloofde tevens aan Hewitt om haar plugger te worden. Later trok ze met haar Nederlandstalige muziek ook de aandacht van NPO Radio 2.
Ten tijde van de tweede lockdown (als gevolg van de corona-uitbraak) bracht MEAU de single Weet uit, die ook op de playlist van NPO 3FM terecht kwam. Opvolger Afgesloten verscheen in februari 2021 en behaalde eveneens de playlist van NPO 3FM alsmede NPO Radio 2. Dit lied produceerde ze samen met Blanks. In de eerste helft van 2021 werkte ze fulltime aan het voltooien van haar eerste ep Kalmte. Deze kwam uit op 25 juni 2021 en bevat zes persoonlijke nummers die en haar gevoel en persoonlijke ontwikkeling van het afgelopen jaar beschrijven. Vanwege de coronacrisis kon ze lange tijd niet optreden voor publiek en moest ze haar clubtour uitstellen. Haar eerste publieke optreden vond plaats op 12 juni 2021 als voorprogramma van Racoon.
In september 2021 bracht MEAU de single Dat heb jij gedaan uit. Het nummer kwam eind september in de Tipparade van de Nederlandse Top 40 en in oktober zowel de Single Top 100 als de Mega Top 30. Kort daarna won MEAU de 3FM Talent Award. Op 19 november 2021 kwam Dat heb jij gedaan binnen in de Top 40 en het werd in dezelfde week uitgeroepen tot Alarmschijf, 3FM Megahit en NPO Radio 2 TopSong. In het najaar van 2021 kondigde MEAU tevens haar eerste clubtour aan. De vier concerten die voor maart 2022 gepland werden verkochten in minder dan vijf weken uit. MEAU nam op 26 december 2021 deel aan het optreden van The Streamers in de Winter Efteling. Dat heb jij gedaan werd in de winter van 2021/2022 haar eerste nummer één-hit. Zowel in de Nederlandse Top 40, de Nederlandse Single Top 100, de Mega Top 30 als de Vlaamse Ultratop 50 bereikte het nummer de eerste plek. 
In januari 2022 verscheen Stap maar in bij mij, een samenwerking met Paul de Munnik. In april 2022 stond Meau in het voorprogramma van Suzan & Freek in de Ziggo Dome. In juni 2022 lanceerde MEAU met Racoon Dans m'n ogen dicht. In september 2022 verscheen het nummer Blijven rijden, waarin MEAU, zoals ze zelf zei, de nare gebeurtenissen uit haar verleden wilde vergeten en vooruit wilde gaan. Het lied werd bij NPO Radio 2 uitgeroepen tot NPO Radio 2 TopSong. 
Begin 2023 bracht MEAU twee nieuwe nummers uit, Helen en Hou me vast. Op 9 mei 2023 bracht MEAU haar album 22 uit. Het album bevat naast de titeltrack en haar hitsingles Dat heb jij gedaan, Blijven rijden en Dans m'n ogen dicht (met Racoon) ook een aantal nieuwe liedjes zoals Terug in m'n armen en Onbereikbaar. Tijdens de talkshow Renze op Zondag werd MEAU verrast met twee platen. Met Dat heb jij gedaan won MEAU drievoudig platina en ze won goud voor haar album 22, een week nadat het album werd uitgebracht. In juni 2023 verscheen Droom het donker weg, een samenwerking met Pommelien Thijs. Het nummer staat op Thijs' debuutalbum Per ongeluk. Ze brachten het nummer onder meer live in De Roma, op de Gentse Feesten en op Crammerock, maar ook begin juli op televisie in Renze ten gehore. In september 2023 nam ze deel aan het televisieprogramma Beste Zangers.
Van december tot februari 2024 ging ze op tour, die vernoemd is naar haar debuutalbum. Op 1 februari 2024 bracht ze het nummer Stukje van mij uit, dat gaat over online shaming. Ze won in maart 2024 een Edison voor haar debuutalbum 22. Op 10 oktober 2024 bracht MEAU een samenwerking uit met Pommelien Thijs: Het midden. De single debuteerde op de eerste plaats in de Vlaamse Ultratop. Dit werd haar tweede nummer 1-hit in Vlaanderen. In de Nederlandse Top 40 kwam het binnen op de 35e positie en in de Single Top 100 op de zestigste plek.

## Discografie

### Albums en ep's
| Album  | Verschijnen  | Label               | Hitlijsten | Hitlijsten | Hitlijsten | Hitlijsten | Opmerkingen                     |
| Album  | Verschijnen  | Label               | BE (VL)    | BE (VL)    | NL         | NL         | Opmerkingen                     |
| Album  | Verschijnen  | Label               | Piek       | Weken      | Piek       | Weken      | Opmerkingen                     |
| ------ | ------------ | ------------------- | ---------- | ---------- | ---------- | ---------- | ------------------------------- |
| Kalmte | 25 juni 2021 | Excited About Music | —          | —          | —          | —          | Extended play                   |
| 22     | 9 mei 2023   | Excited About Music | 70         | 20         | 9          | 52         | Studioalbum / Goud in Nederland |

### Nummers met hitnoteringen
| Lied                                      | Verschijnen       | Album | Hitlijsten | Hitlijsten | Hitlijsten  | Hitlijsten  | Hitlijsten   | Hitlijsten   | Opmerkingen                                                                                                |
| Lied                                      | Verschijnen       | Album | BE (VL)    | BE (VL)    | NL (Top 40) | NL (Top 40) | NL (Top 100) | NL (Top 100) | Opmerkingen                                                                                                |
| Lied                                      | Verschijnen       | Album | Piek       | Weken      | Piek        | Weken       | Piek         | Weken        | Opmerkingen                                                                                                |
| ----------------------------------------- | ----------------- | ----- | ---------- | ---------- | ----------- | ----------- | ------------ | ------------ | --- |
| Dat heb jij gedaan                        | 10 september 2021 | 22    | 1 (5 wkn)  | 24         | 1 (8 wkn)   | 24          | 1 (3 wkn)    | 65           | Alarmschijf / MNM-Big Hit / NPO Radio 2 TopSong / 3FM Megahit / Platina in Nederland (3x) en in Vlaanderen |
| Stap maar in bij mij (met Paul de Munnik) | 7 januari 2022    | —     | —          | —          | tip10       | —           | —            | —            | Onderdeel van nieuwjaarscampagne van de Nederlandse Spoorwegen                                             |
| Als jij maar bij me bent                  | 4 maart 2022      | 22    | —          | —          | tip9        | —           | 73           | 2            | |
| Tegen de klippen op                       | 30 mei 2022       | —     | —          | —          | tip16       | —           | —            | —            | |
| Dans m'n ogen dicht (met Racoon)          | 1 juli 2022       | 22    | —          | —          | 37          | 4           | 61           | 8            | NPO Radio 2 TopSong / Goud in Nederland                                                                    |
| Blijven rijden                            | 9 september 2022  | 22    | —          | —          | 36          | 3           | 53           | 11           | NPO Radio 2 TopSong / Goud in Nederland                                                                    |
| Avond                                     | 9 december 2022   | —     | —          | —          | tip18       | —           | —            | —            | Cover van het lied van Boudewijn de Groot / titelsong van serie Modern Love Amsterdam                      |
| Helen                                     | 27 januari 2023   | 22    | —          | —          | —           | —           | 80           | 4            | |
| 22                                        | 9 mei 2023        | 22    | —          | —          | tip19       | —           | —            | —            | |
| Stukje van mij                            | 1 februari 2024   | —     | 45         | 1          | 7           | 14          | 9            | 19           | Alarmschijf / NPO Radio 2 TopSong                                                                          |
| Nergens liever                            | 28 juni 2024      | —     | —          | —          | tip3        | —           | 100          | 1            | |
| Het midden (met Pommelien Thijs)          | 10 oktober 2024   | —     | 1 (4 wk)   | 29         | 17          | 15          | 33           | 18           | Alarmschijf / MNM Big Hit / 3FM Megahit / Q-Topschijf / Hit van 100                                        |
| Vergeef me                                | 26 maart 2025     | —     | —          | —          | tip12       | —           | 91           | 1            | |
| Een nacht als deze                        | 23 mei 2025       | —     | 23         | 9*         | tip8        | —           | —            | —            | |

### NPO Radio 2 Top 2000
| Nummers met noteringen in de NPO Radio 2 Top 2000 | '21  | '22 | '23  | '24  |
| ------------------------------------------------- | ---- | --- | ---- | ---- |
| Dans m'n ogen dicht (met Racoon)                  | ×    | -   | 1543 | 1363 |
| Dat heb jij gedaan                                | 1298 | 210 | 313  | 377  |

1. ↑  Een '-' betekent dat het nummer niet was genoteerd, een '×' betekent dat het nummer nog niet was uitgebracht en een vetgedrukt getal geeft de hoogste notering van een nummer aan.
2. ↑  2021 was het eerste jaar met een notering voor MEAU.

## Prijs
- 2022: 3FM Award in de categorie Beste Song met Dat heb jij gedaan[23]
- 2022: 3FM Talent[23]
- 2022: Edison in de categorie Nieuwkomer[24]
- 2024: Edison in de categorie Nederlandstalig met haar debuutalbum 22[25]